# لجين الهذلول
لجين بنت هذلول بن عبد الله الهذلول (31 يوليو 1989) هي ناشطة حقوقية نسوية سعودية، نشطت ضد حظر قيادة المرأة للسيارات ونظام ولاية الرجل في السعودية، درست الأدب الفرنسي في جامعة كولومبيا البريطانية. صُنّفت ثالث أقوى امرأة في العالم العربي لعام 2015 حسب مجلة أريبيان بزنس.
أوقفت لجين الهذلول وأُطلق سراحها في عدة مناسبات سابقة بسبب تحديها ومخالفتها لقوانين السعودية التي كانت تحظر قيادة المرأة في الدولة حينها، وكان اعتقالها الأخير في 18 مايو 2018، إذ أعلنت رئاسة أمن الدولة السعودية القبض على سبعة أشخاص لم تُحدّد أسمائهم، وجاء في بيانها الذي نُشر على وكالة الأنباء السعودية (واس) أن الرئاسة «رصدت نشاطاً منسقاً لمجموعة من الأشخاص قاموا من خلاله بعمل منظم للتجاوز على الثوابت الدينية والوطنية»، و«التواصل المشبوه مع جهات خارجية فيما يدعم أنشطتهم»، و«تجنيد أشخاص يعملون بمواقع حكومية حساسة» و«تقديم الدعم المالي للعناصر المعادية في الخارج بهدف النيل من أمن واستقرار المملكة»، في اليوم التالي، نشرت صحيفة سبق خبرًا بأسماء الموقوفين ومن ضمنهم لجين الهذلول. خلّف اعتقال لجين ردود فعل في الأوساط الدوليّة وكذلك من قِبل عديد من المنظمات والجمعيات الحُقوقيّة منها هيومن رايتس ووتش التي قالت أن «على السلطات السعودية إطلاق سراح النشطاء فورا أو اتهامهم بتهم جنائية محددة»، ومنظمة العفو الدولية التي ذكرت أن هذه الاعتقالات جاءت «بسبب أنشطتهن السلمية في مجال حقوق الإنسان». فيما أكد وزير الخارجية السعودي الأمير فيصل بن فرحان أن الناشطة المحتجزة لجين الهذلول متهمة بـ«تقديم معلومات سرية لدول غير صديقة».
بدأت محاكمة لجين الهذلول في مارس 2019، وفي 28 ديسمبر 2020، قضت المحكمة الجزائية المتخصصة في الرياض، الحكم بعقوبة السجن بحق الهذلول لمدة 5 سنوات و8 أشهر من تاريخ إيقافها، مع وقف تنفيذ عامان و10 أشهر من العقوبة المقررة وذلك حسب نظام مكافحة جرائم الإرهاب وتمويله الذي تعمل المحكمة الجزائية المتخصصة على أساسه.
في 10 فبراير 2021، أعلنت أسرة لجين الهذلول عن إطلاق سراحها.

## النّشاط الحُقوقي

### دعمها لقيادة المرأة
تضامنت لجين الهذلول مع حملة قيادة المرأة للسيارة في السعودية في أكثر من موقف. دعمها الأول للقضية ورفضها لقانون منع قيادة المرأة كان في أكتوبر 2013 بعد عودتها من الدراسة خارجًا، حيث قامت بقيادة سيارة والدها منطلقة من صالات مطار الملك خالد إلى منزل أسرتها قبل أن تبث مقطع الحدث وتوثقه على موقع “كيك” الاجتماعي. تم بعد ذلك استدعاء والدها من قبل الأجهزة الأمنية السعودية لتحرير تعهد بالالتزام بقوانين البلد.
موقفها الثاني كان في 2015 عندما قامت بقيادة السيارة بنفسها على الحدود السعودية الإماراتية برخصة إماراتية حيث أنّ قوانين المملكة العربية السعودية تسمح بسريان رخص القيادة الصادرة من دول الخليج العربي دون تفرقة جنسية. قام حرس الحدود السعودي باعتقالها واحتجزتها السلطات مع الإعلامية ميساء العامودي، التي كانت برفقتها لمدة 73 يومًا. أدانت منظمات حقوقية وعلى رأسها مركز الخليج لحقوق الإنسان اعتقالها واعتبرتهُ بالحكم الجائر ودعوا للتضامن معها. أصدرت دولة الإمارات العربية المتحدة قرارًا بمنع لجين من دخول أراضيها، بسبب اتهامها بالتحريض على حكومة المملكة من خلال استغلالها قضية قيادة المرأة.

### الاعتقال في 2018
في 15 مايو 2018 بدأت حملة اعتقالات شملت ناشطين وناشطات في مجال حقوق الإنسان في السعودية، وأسفرت عن اعتقال ستة أشخاص من ضمنهم ثلاثة من أبرز المدافعات الحقوقييات السعوديات هن عزيزة اليوسف وإيمان النفجان إلى جانب اعتقال لجين الهذلول مرة أخرى.
في 18 مايو 2018، أوردت وكالة الأنباء السعودية (واس) الرسمية عن رئاسة أمن الدولة أنه جرى القبض على سبعة أشخاص لم تحدد أسماءهم، قائلة «أن الجهة المختصة رصدت نشاطاً منسقاً لمجموعة من الأشخاص قاموا من خلاله بعمل منظم للتجاوز على الثوابت الدينية والوطنية، والتواصل المشبوه مع جهات خارجية فيما يدعم أنشطتهم، وتجنيد أشخاص يعملون بمواقع حكومية حساسة وتقديم الدعم المالي للعناصر المعادية في الخارج بهدف النيل من أمن واستقرار المملكة وسلمها الاجتماعي والمساس باللحمة الوطنية التي أكدت المادة الثانية عشرة من النظام الأساسي للحكم على وجوب تعزيزها وحمايتها من الفتنة والانقسام.» في اليوم التالي للإعلان، تداولت وسائل الإعلام المحليّة أخبارًا عن المعتقلين والتهم الموجهة، فنشرت صحيفة سبق نص إعلان رئاسة أمن الدولة في خبر متضمنا أسماء الموقوفين ومن ضمنهم لجين الهذلول دون توضيح للمصدر، ونشرت جريدة الجزيرة على صفحتها الأولى الاتهامات التي وردت في إعلان رئاسة أمن الدولة مع صورة للجين الهذلول وعزيزة اليوسف تحت عنوان«الوطن يلفظ الخونة» و«خبتم وخابت «خيانتكم»»" ناقلين خطاب أمن الدولة للتهم «تجاوز الثوابت الدينية والوطنية» وكذَا «التواصل مع جهات أجنبية مشبوهة» في العنوان  وبحسب السي إن إن فإن صحيفة عكاظ شبه الرسمية نشرت تحت عنوان«لا مكان للخونة بيننا»، وتداوُل ما نشرته إحدى الصحف الإلكترونية من صورة للنشطاء بكلمة "خائنة" و"خائن" مختومة عليهم.
قالت منظمة العفو الدولية أن السلطات السعودية ووسائل الإعلام الموالية للحكومة شنت «حملة تشهير مروعة ضد المدافعات عن حقوق المرأة» لمحاولة تشويه سمعتهن بوصفهن بالـ«خائنات» عقب اعتقالهن مطلع الأسبوع وقالت «إن حملة التشهير المروعة تعتبر تطورًا مثيرًا للقلق العميق لدى النساء المدافعات عن حقوق الإنسان في السعودية، وإن مثل أساليب الترهيب الصارخة هذه لا مُبرر لها على الإطلاق.» وانتقدت سماح حديد المديرة الدولية لمكتب الحملات في الشرق الأوسط في منظمة العفو السياسات السعودية قائلة أن «الأمير محمد بن سلمان قدّم نفسه "كمصلح"» واستطردت إنتقادها موردة أن «تعهداته (أي بن سلمان) ضئيلة المستوى للغاية إذا كان المحاربين من أجل الحق في القيادة الآن وراء القضبان بسبب حملاتهم السلمية من أجل حرية الحركة والمساواة» ونشرت الواشنطن بوست آنذاك مقالا بعنوان «الثمن الباهظ للنسوية في السعودية 'الجديدة'» قائلة أن «الإعتقالات تظهر التعاون الوثيق بين الإمارات العربية المتحدة والسعودية، اللتين عززتا معا نموذجا في المنطقة يعطي الأولوية للاستقرار والتنمية الاقتصادية بينما يقمع النشاط السياسي بقسوة»، واقتبست الصحيفة في نفس المقال عن جمال خاشقجي قوله أن «هذا ليس المطلوب، أمباشرة بعد الجهود الكبيرة التي بذلها محمد بن سلمان في الولايات المتحدة، مقدما نفسه كمصلح».

### ردود الفعل
خلّف اعتقال لجين ردود فعل قويّة في الأوساط الدوليّة وكذا من قِبل العديد من المنظمات والجمعيات الحُقوقيّة خاصّةً أنّ تاريخَ الاعتقال قد تزامنَ معَ الحملة التي تقودها السعودية للترويج لخطط ومساعي ولي العهد محمد بن سلمان لتحديث المملكة بٱعتبارهِ رجل انفتاح وإصلاح وعصرنة فضلًا عن سماح العاهل سلمان بن عبد العزيز للنساء بقيادة السيارة. بعد الاعتقال مباشرة؛ نشرت منظمة العفو الدولية بيانًا ذكرت فيه: «يبدو أن السلطات السعودية تستهدفُ الهذلول بسبب نشاطها السلمي في مجال الدفاع عن حقوق الإنسان والمطالبة بحقوق المرأة التي تُنتهك باستمرار في المملكة.»

### مزاعمُ التعذيب
في 20 نوفمبر 2018 نشرت كل من منظمة العفو الدولية وهيومن رايتس ووتش أخبارا تُفيد بتعرض الحقوقيات في سجون السعودية إلى التعذيب بما في ذلك التحرش الجنسي. في الثامن عشر من ديسمبر نشرت صحيفة وول ستريت جورنال مقالًا ذكرت فيه أنّ سعود القحطاني المستشار السابق في الديوان الملكي السعودي، أشرف على التحقيق مع الناشطة المُعتقلة لجين الهذلول كما ذكرت ذات الصحيفة أنّ هذه الأخيرة قد تعرضت لأكثر صنوف التعذيب قسوة بل إنّ القحطاني قد هدّد باغتصابها وقتلها وإلقائها في مجاري الصرف الصحي. وهو ما أكدته شقيقتها علياء الهذلول في مقال لها نشر في 13 يناير 2019 في صحيفة نيويورك تايمز. في المُقابل نفت الحكومة السعودية الاتهامات باعتبارها مجرد «خيالات جامحة» وأنكرت قيام المسؤولين الأمنيين بتعذيب الناشطين الذين طالبوا بحق المرأة بقيادة السيارة، ولم يرد ممثلو الحكومة على مطالب من صحيفة الوول ستريت للتعليق على ما ورد في التقرير. وفي أغسطس 2019، قالت أسرة لجين الهذلول إنها رفضت عرضا بالإفراج عنها مقابل بيان مصور بالفيديو تنفي فيه تعرضها للتعذيب أثناء احتجازها. وذكر شقيقها، وليد الهذلول، في تغريدة على تويتر أنها وافقت في البداية على توقيع وثيقة تنفي فيها تعرضها للتعذيب والتحرش، كما التزمت أسرتها الصمت على أمل حل القضية في سرية، إلا أن القضية تعقدت حين طلب منها أمن الدولة تسجيل النفي في فيديو. لم تعلق الرياض على تلك التقارير.
في 22 ديسمبر 2020، أصدرت المحكمة الجزائية حُكمًا، يقضي برد دعوى لجين، التي ادعت فيها بتعرُّضها للتعذيب خلال إيقافها. وذلك بعد إطلاع المحكمة على الأدلة والإفادات التي تثبت عدم صحة دعواها. وكانت المحكمة قد قامت بتكليف النيابة العامة بالتحقيق في الدعوى بحكم الاختصاص. وقدمت النيابة عنها تقريرًا للمحكمة، تضمن قيامها بضبط إفادة المدعية كاملة بخط يدها، والاطلاع على ما لديها من أدلة وقرائن حيال دعواها، وأخذ إفادتها عن تفاصيل ادعائها. كما اطلعت النيابة العامة على التقارير الطبية كافة للمدعية منذ تاريخ القبض عليها، التي يتم إجراؤها بشكل أسبوعي. وطلبت النيابة تقريرًا من هيئة حقوق الإنسان التي أكدت في تقريرها أن فِرق المتابعة والتحقيق لديها زارت مقر السجن الذي توجَد فيه الموقوفة، وتمت مقابلتها بعد تقدُّم والدها بشكوى عن تعرُّضها للتعذيب، ولم يتضح للهيئة تعرُّضها لأي نوع من أنواع التعذيب خلال فترة إيقافها. كما ضبطت النيابة العامة إفادات عدد من المسؤولين والمختصين في السجن، شملت مدير السجن، والمسؤولين عن كاميرات المراقبة، ومشرفات السجن خلال فترة إيقافها، والمحقق في القضية، وسماع شهادات عشرات من الموقوفات طوال فترة إيقافها. كذلك اطلعت النيابة على تسجيلات كاميرات المراقبة خلال فترة امتناعها عن الطعام في سجن الحائر، التي ادعت أنها تعرضت للتعذيب خلالها بحرمانها من النوم، وهي التسجيلات التي أكدت الأدلة الجنائية سلامتها من التعديلات.
تقرير النيابة العامة أكد كذلك أن ادعاءات المدعية لا يوجد بها أي دليل، وأقرَّت المدعية بذلك في دعواها بأنه لا يوجد لديها دليل سوى أقوالها، إضافة إلى أنها لم توجِّه الاتهام لأشخاص معينين، ولم تقدم أوصافًا أو ملامح لتحديدهم؛ إذ ادعت أنها كانت معصوبة العينَيْن، وحُرمت من النظر للمحققين، ولم تتعرف على أحد منهم. ووفقًا لتقرير النيابة العامة، لم تثبت دعوى المدعية نقلها من سجن ذهبان بمحافظة جدة إلى مكان سري، كما لم يثبت تعرُّضها للتعذيب والتحرش، وكذلك لم تثبت دعواها بتعرُّضها للتعذيب في سجن الحائر بالرياض أثناء إضرابها عن الطعام؛ وذلك بناء على التحقيقات والتقارير الطبية، وتسجيلات كاميرات المراقبة، التي أثبتت بطلان ادعائها، وأن الموقوفة كانت تُعامَل وفق الإجراءات الطبية المعتادة والمعتمدة، وإفادات المسؤولين والموقوفات التي تنفي نقلها خارج السجن، أو أنهم فقدوها، أو لم توجَد معهم طوال فترة إيقافها.
أطلعت المحكمة المدعيةَ ووكيلها على المستندات كافة التي قدمتها النيابة، وقامت بمواجهتها بها خلال الجلسات القضائية، وأمهلتها لتقديم ما لديها من أدلة وبيّنات لإثبات دعواها أكثر من مرة، ولم تقدم سوى ما ذكرت من اتهامات مرسلة، في وقت قدمت فيه النيابة العامة ما يثبت عدم صحة ادعاءات المدعية من نقلها لمكان سري تعرضت فيه للتعذيب، ومن خلال التقارير الطبية المنتظمة أو التقارير الطبية التي تمت بناء على طلب المدعية من تاريخ القبض عليها، التي تؤكد عدم وجود ما يدل على تعرُّض جسدها للتعذيب، وكذلك تقرير هيئة حقوق الإنسان وإفادات المسؤولين والموقوفات معها، وتسجيل كاميرات المراقبة.

## الحياة الشخصية
وُلدت لجين في جدة وعاشت فترة هناك قبل انتقالها للرياض واستقرار عائلتها في العاصمة السعودية. تنحدرُ لجين من وسط الجزيرة العربية في القصيم، أختها آلاء الهذلول إعلامية عملت في قناة فرانس 24. في مهرجان أبوظبي السينمائي تعرفت لجين الهذلول على فهد البتيري أثناء عرض فيلم من ألف إلى باء، الذي شارك الأخير ببطولته. وفي أكتوبر 2014 ترددت شائعات عن خطوبتهم، تم تأكيد خبر الخطوبة وإعلان عقد القران في 25 نوفمبر 2014.

## ترشيح لجائزة نوبل
ذُكر اسم لجين ضمن قائمة الأسماء المرشحة للحصول على جائزة نوبل للسلام لسنة 2020، ونقلت وكالة رويترز أن 8 أعضاء من الكونغرس الأمريكي قد رشّحوها للجائزة.
في أبريل 2021 ، أُعلن فوزها جائزة فاكلاف هافيل لحقوق الإنسان [الإنجليزية] لعام 2020.

## المحاكمة
في 28 ديسمبر 2020، قضت المحكمة الجزائية المتخصصة في الرياض، الحكم بعقوبة السجن بحق الهذلول لمدة 5 سنوات و8 أشهر من تاريخ إيقافها، مع وقف تنفيذ سنتين و10 أشهر من العقوبة المقررة بحق المحكوم عليها «استصلاحًا لحالها ولتمهيد السبل لعدم عودتها إلى ارتكاب الجرائم»، مع اعتبار الوقف ملغيًا حال ارتكابها أي جريمة خلال السنوات الثلاث المقبلة.
المحكمة عقدت في جلسة علنية حضرتها عائلة المدعى عليها والممثلون القانونيون عنها وممثل هيئة حقوق الإنسان، وعدد من وسائل الإعلام، بإدانة المدعى عليها بالعديد من التهم؛ وتورطها في أنشطة مشبوهة تستهدف الأمن الداخلي، ومنها «التحريض على تغيير النظام الأساسي للحكم، والسعي لخدمة أجندة خارجية داخل المملكة مستخدمة الشبكة العنكبوتية لدعم تلك الأجندة بهدف الإضرار بالنظام العام»، كما شملت قائمة الإدانات، تعاون الموقوفة مع عدد من الأفراد والكيانات التي صدر عنها أفعال مجرّمة بموجب نظام مكافحة جرائم الإرهاب وتمويله.
وذكر القاضي خلال الجلسة أن الحكم الصادر بحق المدعى عليها جاء بناءً على ثبوت ارتكابها لأفعال مجرّمة بموجب المادة الـ43 من نظام مكافحة جرائم الإرهاب وتمويله، كما شمل القرار تطبيق العقوبة التبعية المنصوص عليها في المادة الـ53 من النظام نفسه، ومصادرة الأجهزة والوسائط الإلكترونية المشار إليها في محاضر الضبط والتقارير الفنيّة التي استخدمتها المدعى عليها في ارتكاب جرائمها.
وقال قاضي المحكمة أن "المدعى عليها أقرت بارتكاب التهم المنسوبة إليها، ووثقت اعترافاتها نظامًا طواعيةً دون إجبار أو إكراه، وأنه لم يثبت لديه خلاف ذلك مما ادعت به المتهمة في جلسات سابقة. وأفهم القاضي كل من المدعي العام والمدعى عليها، أن بإمكانهما الاعتراض على الحكم استئنافًا أو تدقيقًا خلال المدة النظامية لذلك والتي تقدر بـ30 يومًا تبدأ من اليوم التالي لتسليم صك الحكم للطرفين.

### الإفراج
أعلنت علياء الهذلول شقيقة لجين، يوم الأربعاء 10 فبراير 2021 مِيلَادِيًّا، الإفراج عن شقيقتها، وذلك بناء على حكم القاضي، بعد 33 شهرًا من اعتقالها.